# Vestfálské vévodství
Vestfálské vévodství (německy Herzogtum Westfalen) byl stát Svaté říše římské a největší celek kolínského arcibiskupství (kurfiřtství). V držení kolínských arcibiskupů bylo toto území od svého vzniku v roce 1102 až do roku 1803, kdy se po sekularizaci stalo součástí Hesensko-darmstadtského lankrabství. Vévodství se nacházelo v oblasti současné německé spolkové země Severní Porýní-Vestfálsko, resp. regionu Vestfálsko, které je ovšem oproti historickému celku mnohem větší. Hlavním městem byl Arnsberg.

## Historie
Jako Vestfálsko se původně označovala západní část středověkého Saského vévodství. Stejnojmenné vévodství vytvořil roku 1180 římskoněmecký císař Fridrich Barbarossa na malé části původního Vestfálska jižně od řeky Lippe, které udělil kolínskému arcibiskupovi Filipovi I. z Heinsbergu.
Vévodství v roce 1449 přišlo o své nejbohatší město Soest a jeho okolí, které bylo vestfálskou obilnicí, ty připadly Klevsku, což Vestfálské vévodství ekonomicky i významově oslabilo. Od roku 1463 se utváří se jednota rytířů a měst na odpor proti nadvládě kolínských arcibiskupů a do Vestfálska přichází reformace.

Znak s koněm přijatý v roce 1532

Kolínští arcibiskupové na čas vévodství ztrácejí. Znovu ho získávají až po Kolínské válce roku 1590 a protestantismus je vytlačen do pohraničí. Během třicetileté války se do Vestfálska přesouvají samotní arcibiskupové, protože území na západ od Rýna byla obsazena francouzskými vojsky. Vestfálsku vládli kolínští arcibiskupové-kurfiřti až do jeho sekularizace a připojení k Hesensku-Darmstadtsku v roce 1803.
O několik let později 18. srpna 1807 (po zániku Svaté říše římské) bylo na území obsazeném francouzskými vojsky vytvořeno císařem Napoleonem I. Vestfálské království, které se 15. listopadu připojilo k Rýnskému spolku, nacházelo se však východně od původního vévodství.